# Prodelophanes eucharis
Prodelophanes eucharis là một loài bướm đêm trong họ Crambidae.